# Manufaktura C.T / Fabryka Porcelany Carl Tielsch
Carl Tielsch – nieistniejąca obecnie fabryka porcelany w Wałbrzychu.

## Historia

### Do 1945

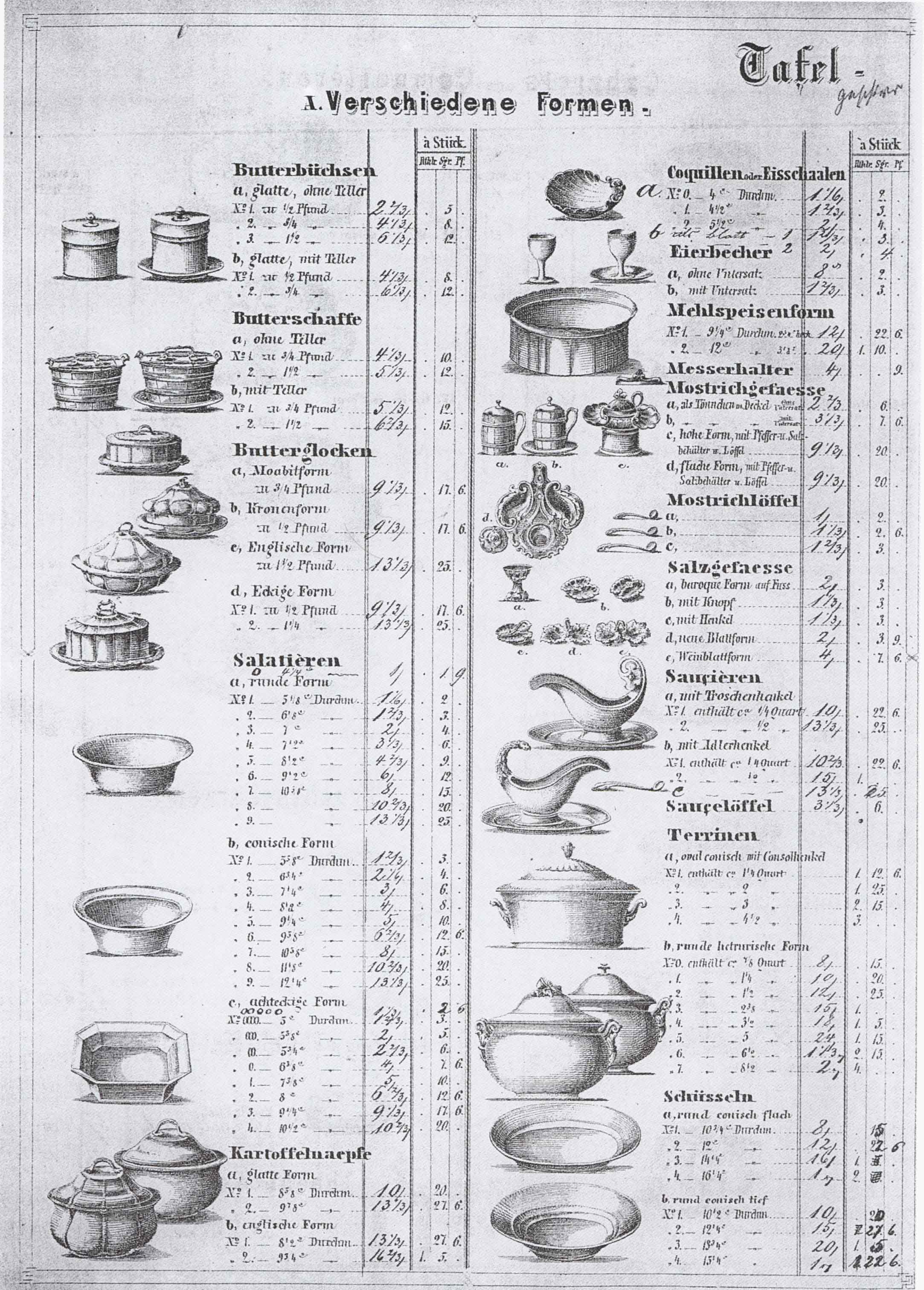
Fragment Katalogu C.T. z 1860 roku, pełny katalog znajduje się w Muzeum Porcelany w Wałbrzychu

W 1845 roku Carl Tielsch i Gideon von Wallenberg założyli w Wałbrzychu (ówczesny Waldenburg) fabrykę porcelany Porzellanfabrik C. Tielsch & Co. Wyroby fabryki sygnowano pierwotnie literami „TPM” (Tielsch Porzellan-Manufaktur). Ponieważ podobnego znaku KPM używała manufaktura Königlich Preußische Porzellanmanufaktur, postanowiono do sygnatury dodać symbol kaduceusza, czyli węży oplatających się na kiju. Jednakże już w 1847 roku kaduceusza zastąpiono w sygnaturze symbolem orła, ten jednak był bliźniaczo podobny do sygnatury Porzellanmanufaktur FA Schumann z berlińskiego Moabitu. Na skutek interwencji zarządu KPM Berlin w pruskim ministerstwie finansów, w 1850 roku Carl Tielsch został zmuszony do ponownej zmiany sygnatury. Po śmierci Carla Tielscha w 1882 roku fabrykę przejął i rozwinął jego syn Egmont Tielsch. Pod jego zarządem powstał nowy oddział produkcyjny w Altwasser (Starym Zdroju), z 64-metrową linią produkcyjną wyposażoną w tunelowy piec węglowy do wypalania porcelany. Oddział ten otwarto uroczyście 1 stycznia 1906 roku, a Egmont Tielsch za wybitne zasługi dla przemysłu został odznaczony Orderem Czerwonego Orła IV klasy oraz tytułem rycerza handlu.
Tuż przed 1914 oferta zakładu obejmowała 1637 porcelanowych elementów w 196 odmianach. W 1917 roku zakład przekształcono w spółkę akcyjną Porzellanfabrik C.Tielsch & Co. AG. Do ówczesnych akcjonariuszy należeli Hugo Auvera (właściciel firmy CM Hutschenreuther w Hohenberg), reżyser Georg Faist oraz bracia Arnold, współwłaściciele Domu Bankowego Gebrüder Arnold w Dreźnie.
W 1929 roku wybuchł kryzys ekonomiczny, który spowodował drastyczne zmniejszenie popytu na wyroby porcelanowe. W 1930 roku zmarł Egmont von Tielsch, a jego miejsce w radzie nadzorczej zajął syn Herbert. W 1932 roku utrzymująca się trudna sytuacja na rynku wymusiła połączenie fabryk Tielsch & Co i CM Hutschenreuther AG. W latach 1939–1945 manufaktura została wpisana na listę fabryk zbrojeniowych III Rzeszy, produkując dla Wehrmachtu zastawy kantynowe, elektryczne elementy porcelanowe itd.

### Po 1945
8 maja 1945 w związku z kapitulacją Niemiec Wałbrzych został zajęty przez Armię Czerwoną, a następnie włączony w granice Polski. Rodzina Tielsch została wysiedlona do Niemiec, tracąc przy tym zamek „Reußendorf”. CM Hutschenreuther AG stracił cały obiekt w Starym Zdroju (Altwasser), w związku z czym część produkcji przeniesiono do Porzellanfabrik CM Hutschenreuther AG Niederlassung Arzberg, gdzie przez krótki okres wykorzystywano sygnaturę C.T.
W latach 1945–1952 manufaktura funkcjonowała pod nazwą Polska Fabryka Porcelany Tielsch. Władze komunistyczne zezwoliły na używanie znaku towarowego C.T, jednakże z dopiskiem Made in Poland. W późniejszym czasie nazwa marki została zmieniona na Tielsch Wałbrzych. Sama manufaktura prowadziła produkcję aż do lat 90. XX wieku. Po 1989 zakład sprywatyzowano, a w 1992 roku przemianowano na Zakłady Porcelany Stołowej Wałbrzych S.A. Proces prywatyzacji ukończono w roku 2007. Nowi właściciele doprowadzili firmę do upadku, doprowadzając fabrykę do ruiny i niszcząc przy tym dokumentację i zbiory archiwalne. W 2017 roku rozpoczęto rozbiórkę zabytkowej fabryki.

## Używane nazwy przedsiębiorstwa
- Manufaktura / Fabryka Porcelany C. Tielsch & Co. (1845-1917)
- Manufaktura / Fabryka Porcelany C. Tielsch & Co. AG (1917-1932)
- Połączenie Tielsch & Co z CM Hutschenreuther AG (1932-1945)
- Polska Fabryka Porcelany Tielsch (1945-1952)
- Zakłady Porcelany Stołowej Wałbrzych SA (1992-2007)

## Galeria

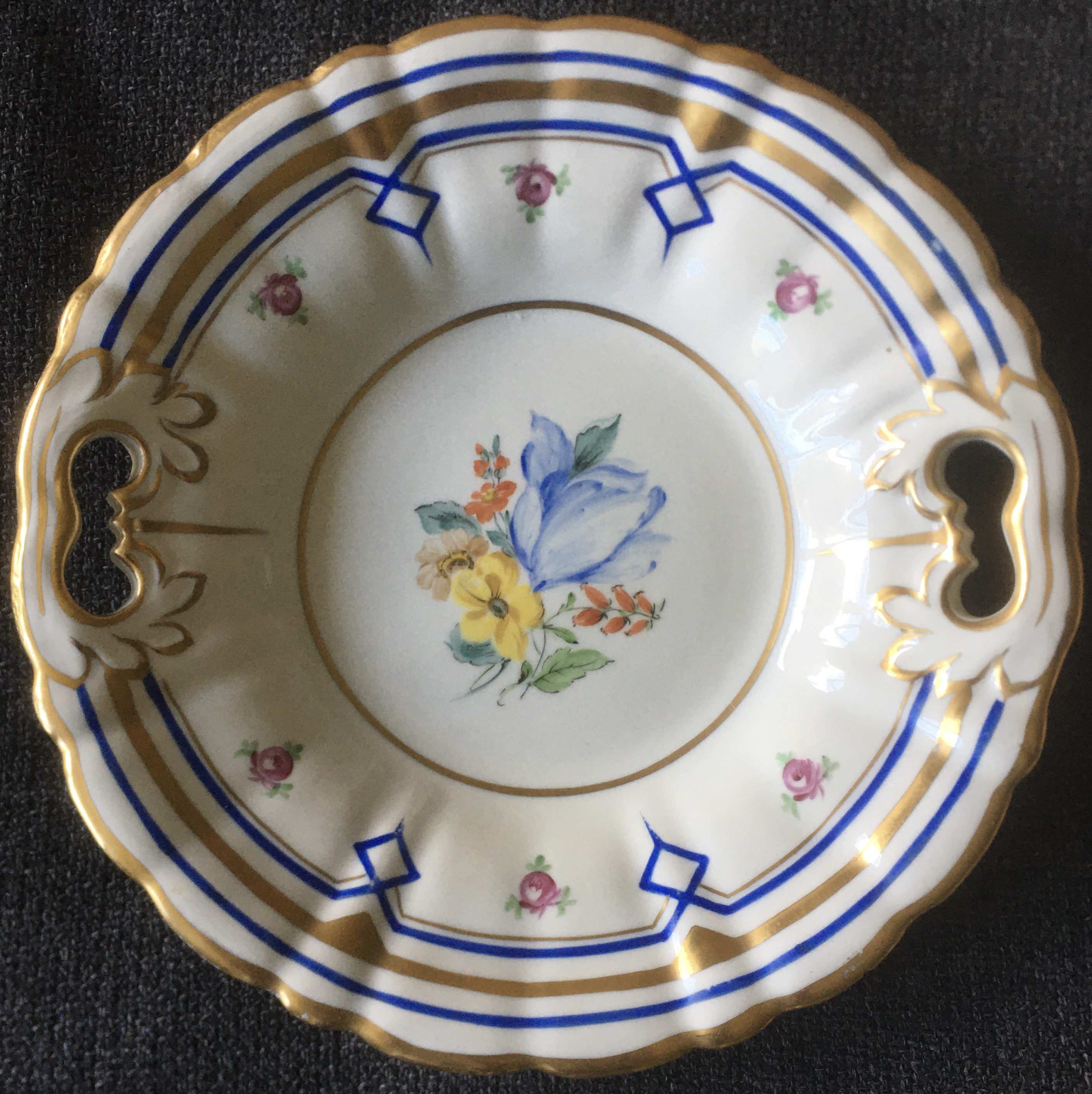
Talerz na tort, TPM (1845)
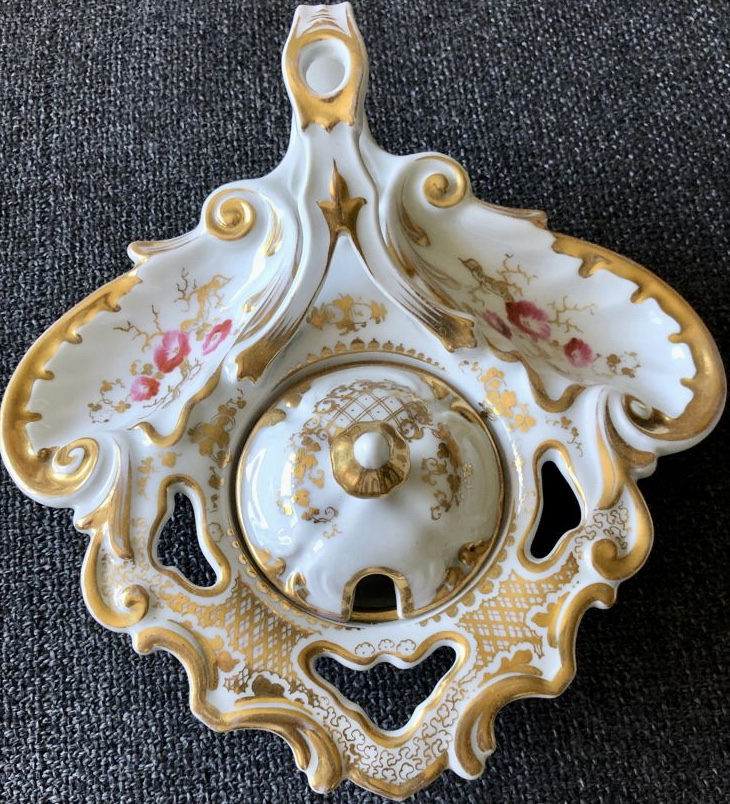
Naczynie na musztardę, TPM (1847)
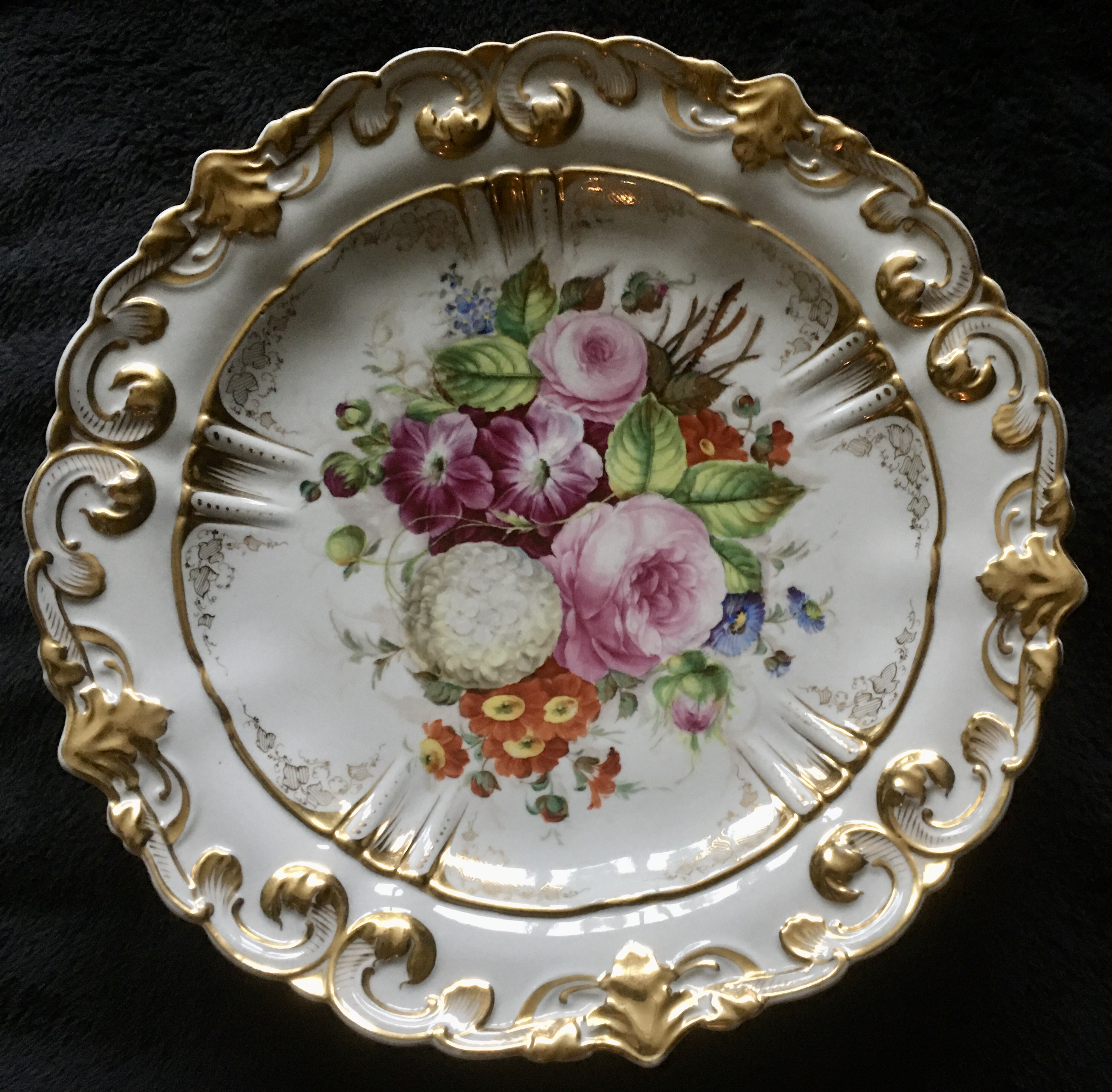
Talerz ozdobny, TPM (1848–1862)
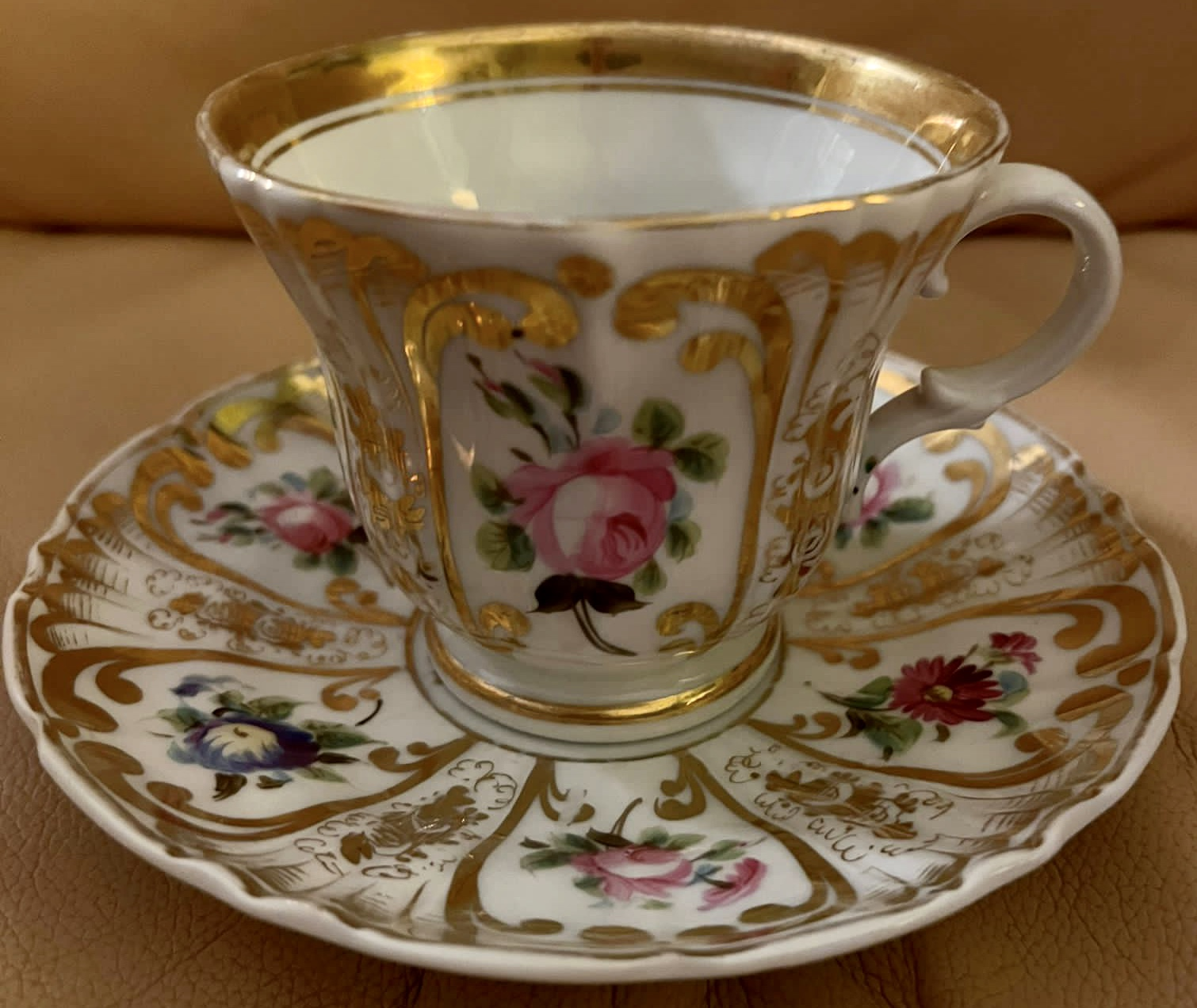
Filiżanka ze spodkiem, forma paryska, TPM
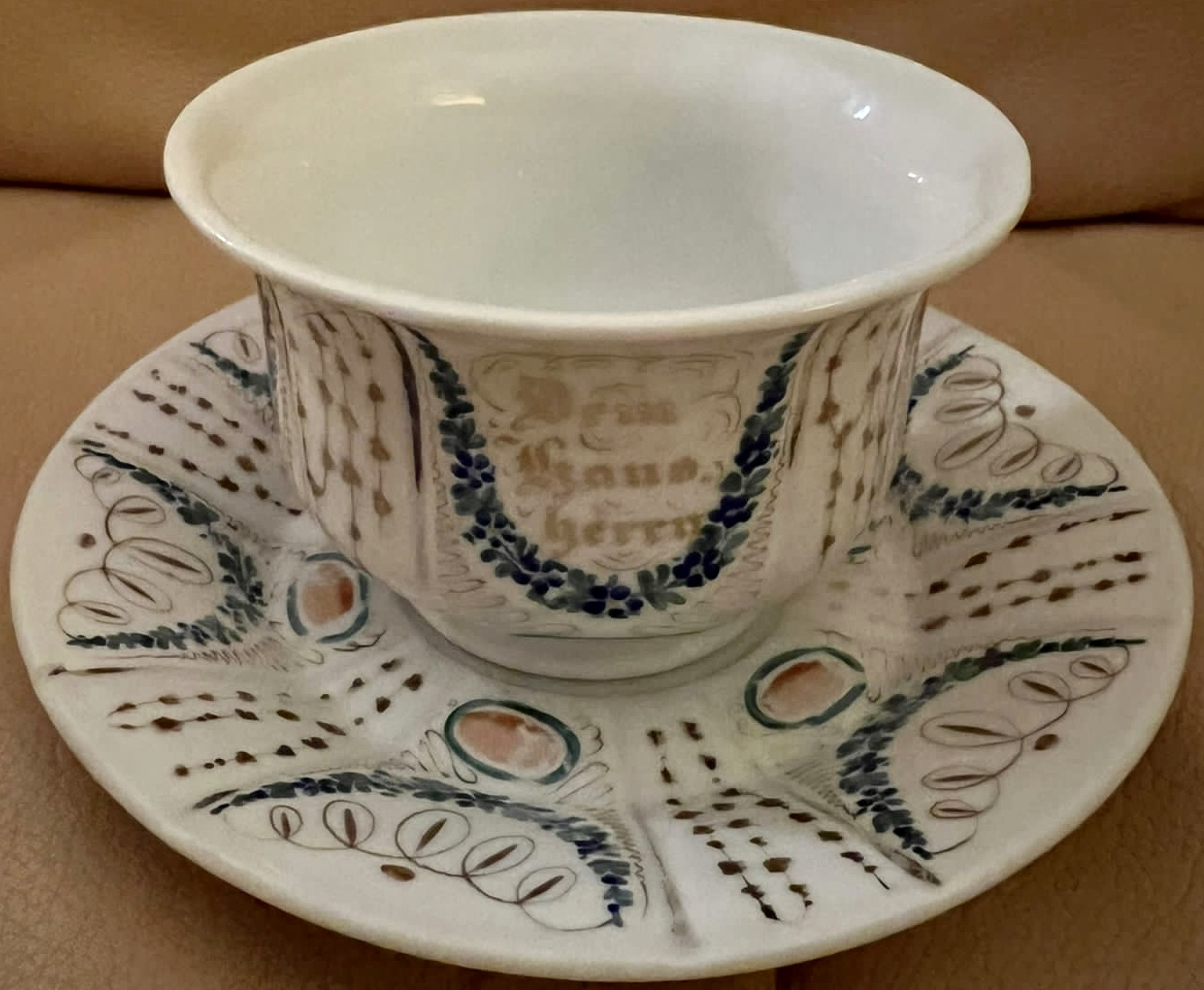
Filiżanka ze spodkiem, forma moabicka, TPM
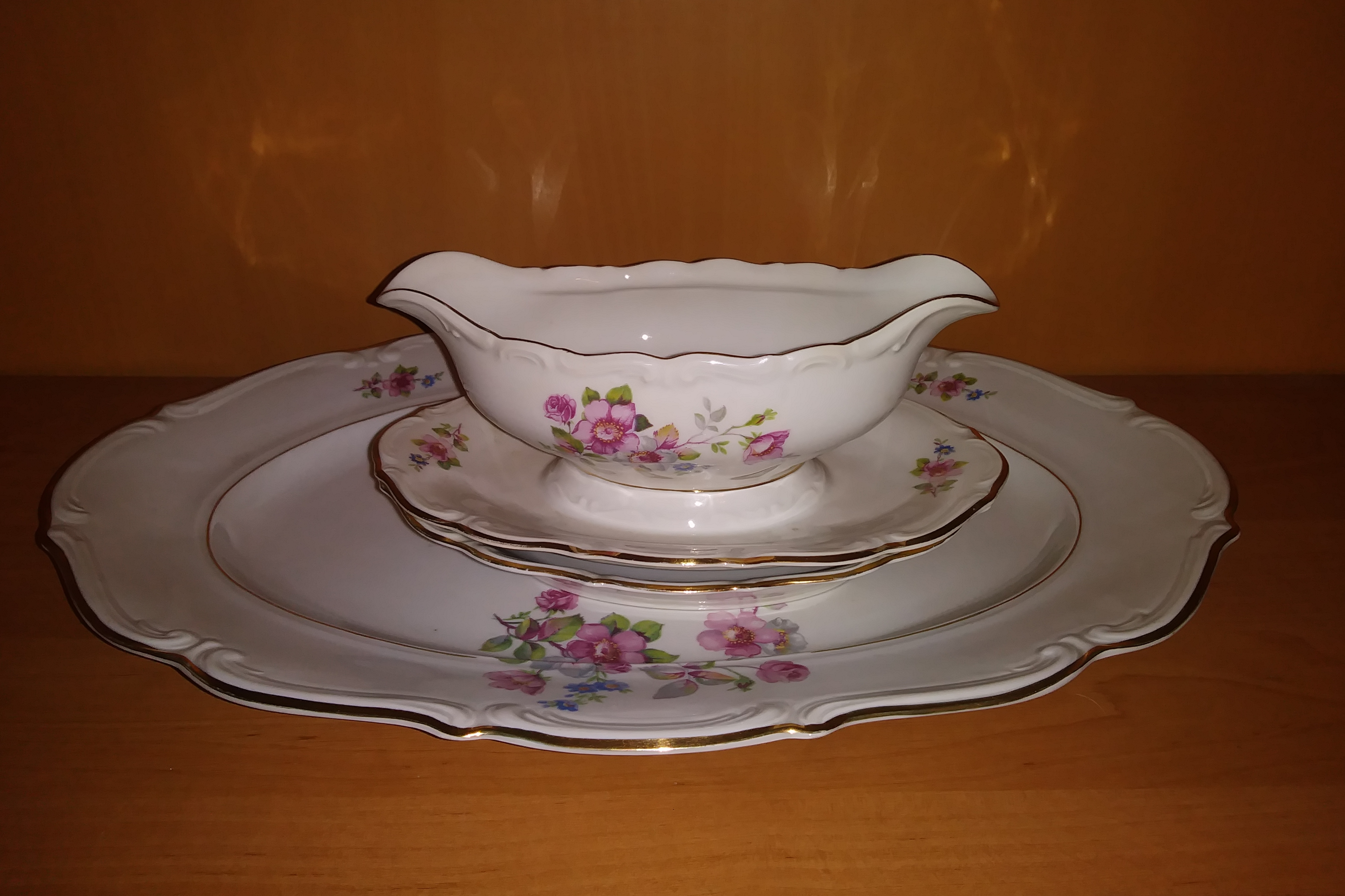
Sosjerka, talerzyk i półmisek, CT Tielsch (po 1945)
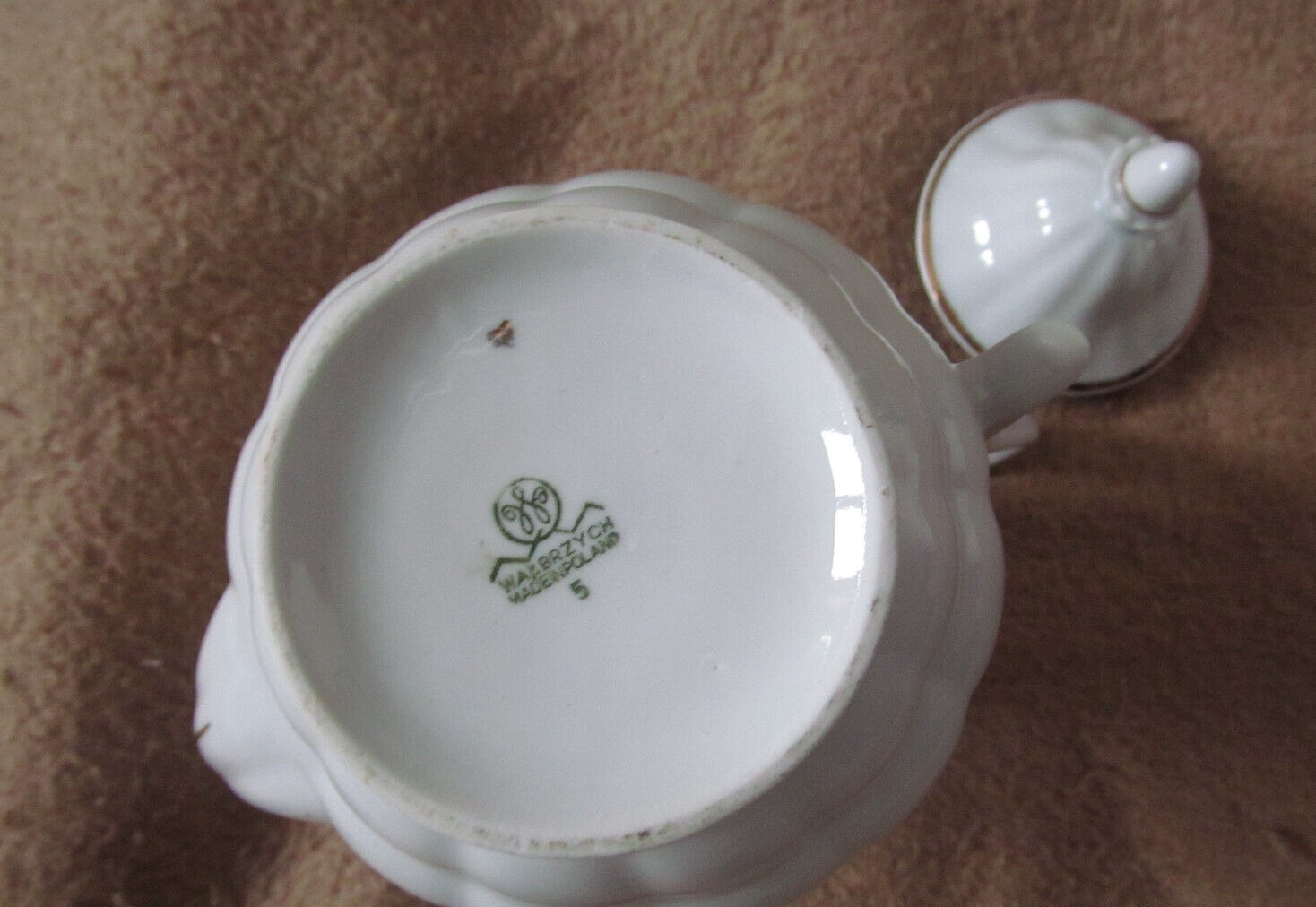
Wałbrzych S.A.